# Ludwig Jekels
Ludwig Jekels, ou Jekeles  (15 août 1867 à Lemberg, en Autriche-Hongrie ; mort le 13 avril 1954 à New York) était un médecin autrichien.
Originaire d'Autriche-Hongrie, Jekels obtient son diplôme de médecine à l'université de Vienne en 1891. Il fonde ensuite une clinique en Silésie puis prend connaissance des travaux de Sigmund Freud. Intéressé par la psychanalyse naissante, il participe au congrès de Salzbourg en 1908, puis devient membre des soirées du mercredi à partir de 1910. Il s'installe à Vienne pour s'engager davantage dans le mouvement psychanalytique, aux côtés de Freud.
Face à l'avènement du nazisme en Autriche, Jekels quitte le pays en 1935 pour la Suède, qu'il quitte ensuite pour les États-Unis. Il rejoint la New York Psychoanalytic Society.

## Publications
- Leczenie psychonewroz za pomoca metody psychoanalitysnej Freuda, tudziez kazuistyka, 1909, Med. Kron Lek, Warsaw.
- Einige Bemerkungen zur Trieblehre, in Internationale Zeitschrift für Psychoanalyse, 1913, 1, 439–443.
- Der Wendepunkt im Leben Napoleons I, in Imago, 1914, 3, 313–381.
- Die psychoanalytische Therapie, in Svenska Läkartidningen, 1936, 33, 1797–1802, 1821–1831.